# Wolfgang Nehb
Wolfgang Nehb (* 23. September 1909 in Frankfurt am Main; † 3. März 1971 in Hamburg) war ein deutscher Internist. Auf ihn gehen die bipolaren Brustwand-Ableitungen nach Nehb (Nehbsche Ableitungen) zurück, die im Rahmen eines Elektrokardiogramms (EKG) erfasst werden.
Die drei Elektroden auf der Brustwand bilden das sogenannte kleine Herzdreieck; es heißt auch Nehbsches Dreieck. Diese Sonderform der Brustwandableitung ist besonders geeignet zur Darstellung eines Vorderwandinfarktes (Ableitung Nehb A = anterior) und eines Hinterwandinfarktes (Ableitungen Nehb D = dorsal und Nehb J, Nehb NJ oder Nehb B = Nehb I = inferior).

## Geschichte
Die Nehbschen Ableitungen dienten vor allem zur Darstellung von Potenzialänderungen der Hinterwand des Herzens. Auch zur Detektion eines inferoposterioren Herzinfarktes werden sie heute nur noch selten verwendet. Die Bedeutung der Nehbschen Ableitungen ist auch historisch zu sehen. Solange die unipolaren Brustwandableitungen noch nicht in Gebrauch waren, stellten die Nehbschen Ableitungen eine gute Ergänzung zu den Standardableitungen dar.

## Leben
Wolfgang Nehb studierte Medizin und wurde 1935 an der Johann Wolfgang Goethe-Universität Frankfurt am Main mit einer Arbeit über thorakale Ableitungen des Elektrokardiogramms zum Doktor der Medizin promoviert. 1938 beschrieb er in einem Aufsatz in der Klinischen Wochenschrift die später nach ihm benannten Brustwand-Ableitungen. Zu diesem Zeitpunkt war er Internist in der Allgemeinen Klinik Hamburg-Altona. Zwischen 1953 und 1965 ist eine Berufstätigkeit als Internist im Allgemeinen Krankenhaus Hamburg-Langenhorn nachweisbar.
Wolfgang Nehb wurde auf dem Hamburger Friedhof Groß Flottbek beigesetzt.

## Nehbsches Dreieck
Das Nehbsche Dreieck wird gebildet von den drei Punkten Nst, Nax und Nap. Das sind die Klebestellen für die Elektroden. Es befinden sich
- Nst am Ansatz der zweiten rechten Rippe am Brustbein (andere Angabe: am Sternalansatz der zweiten rechten Rippe),
- Nax an der Projektionsstelle des Herzspitzenstoßes auf die hintere Axillarlinie (andere Angabe: im fünften Interkostalraum an der hinteren Axillarlinie, direkt gegenüber Nap) und
- Nap an der Herzspitze (andere Angabe: im fünften Interkostalraum an der linken Medioklavikularlinie an der Herzspitze).[16]

Dabei bedeuten die Abkürzungen Nehb sternal (am Sternum), Nehb axillar (in der Axillarlinie) und Nehb apikal (an der Herzspitze = Apex cordis).

## Nehbsche Ableitungen
Wolfgang Nehb hat 1938 das bipolares Thoraxableitungssystem zur Ergänzung der Standard-Extremitätenableitung entwickelt. Üblich sind folgende Bezeichnungen:
- Ableitung I: rechter Arm – linker Arm entspricht Nehb D oder ND (dorsal) = Ableitung Sternalansatz II. rechte Rippe – Rücken. Rote Elektrode = rechter Arm.
- Ableitung II: rechter Arm  – linker Fuß entspricht Nehb A oder NA (anterior) = Ableitung Sternalansatz II. rechte Rippe – Herzspitze. Grüne Elektrode = linkes Bein oder linker Fuß.
- Ableitung III: linker Arm – linker Fuß entspricht Nehb I oder NJ (inferior) = Ableitung Rücken – Herzspitze. Gelbe Elektrode = linker Arm.

Die Nehbschen Ableitungen D, A und J sind entstanden durch Verlagerung der bipolaren Extremitätenableitungen I, II und III nach Willem Einthoven in das herznahe sogenannte kleine Herzdreieck. Die Nehbschen Ableitungen werden genauso geschaltet wie die Standardextremitätenableitungen I, II und III. Die rote Elektrode vom rechten Arm wird am Sternalansatz der zweiten rechten Rippe angelegt. Die grüne Elektrode vom linken Fuß liegt nach Nehb über der Herzspitze. Die gelbe Elektrode des linken Arms kommt auf die Projektionsstelle der Herzspitze über der linken hinteren Axillarlinie.
Die Spannungen werden gemessen
- für Nehb A zwischen Nst und Nap,
- für Nehb I zwischen Nax und Nap und
- für Nehb D zwischen Nst und Nax.

## Veröffentlichungen
- Wolfgang Nehb: Zur Standardisierung der Brustwand-Ableitungen des Elektrokardiogramms. In: Klinische Wochenschrift. 17, 1938, S. 1807–1811, doi:10.1007/BF01766532.
- Wolfgang Nehb: Über thorakale Ableitungen des Elektrocardiogramms. Dissertation, Frankfurt am Main 1935. 17 Seiten. https://d-nb.info/570950554.